# Cervecería Estrella de Guadalajara

Estrella ist die traditionsreichste Biermarke von Jalisco

Cervecería Estrella de Guadalajara ist der frühere Name einer Brauerei mit Sitz in der mexikanischen Stadt Guadalajara im Bundesstaat Jalisco, die 1954 von der Grupo Modelo übernommen wurde und 1964 in die Cervecería Modelo de Guadalajara übergegangen ist.

## Geschichte
Der Österreicher Johann Ohrner, dessen Vorname sich in seiner neuen Heimat zu Juan „mexikanisiert“ hat, gründete 1890 die erste Brauerei mit einem Geschäftskonzept in Guadalajara, der Hauptstadt des Bundesstaates Jalisco, und brachte das erst zweite in Mexiko produzierte Lagerbier heraus.
Nachdem die Brauerei bereits bald nach ihrer Gründung die Produktion eingestellt hatte, wurde sie 1910 wiederbelebt und hat sich bis heute, wenn auch unter anderem Namen, erhalten und produziert weiterhin das traditionsreichste Bier von Jalisco. Zum 200-jährigen Bestehen des im Juni 1823 proklamierten Bundesstaates Jalisco brachte die Brauerei eine Sonderedition mit 4 zeitlich begrenzten Dosenbiermotiven auf den Markt, die traditionsreichen Merkmalen Jaliscos gewidmet sind: 
- das Profil der Minerva, die sich inmitten eines Verkehrsrondells befindet und eines der Wahrzeichen der Stadt ist;
- einer Agave, die in Jalisco zahlreich wächst und den Hauptbestandteil des Tequilas ausmacht;
- einem Charro und
- typischen Musikinstrumenten der Mariachi.[4]

Mittlerweile wurde das Cerveza Estrella vom Mehrheitsaktionär Anheuser-Busch unter dem Slogan „This is Mexicanidad“ auch in den USA eingeführt und wird dort unter der Bezeichnung Estrella Jalisco vertrieben.

## Trivia
Das Gelände der 1910 wiederbelebten Brauerei diente in den Anfangsjahren dem ortsansässigen Club Deportivo Guadalajara als erste feste Spielstätte.